# Vivien Rottstedt

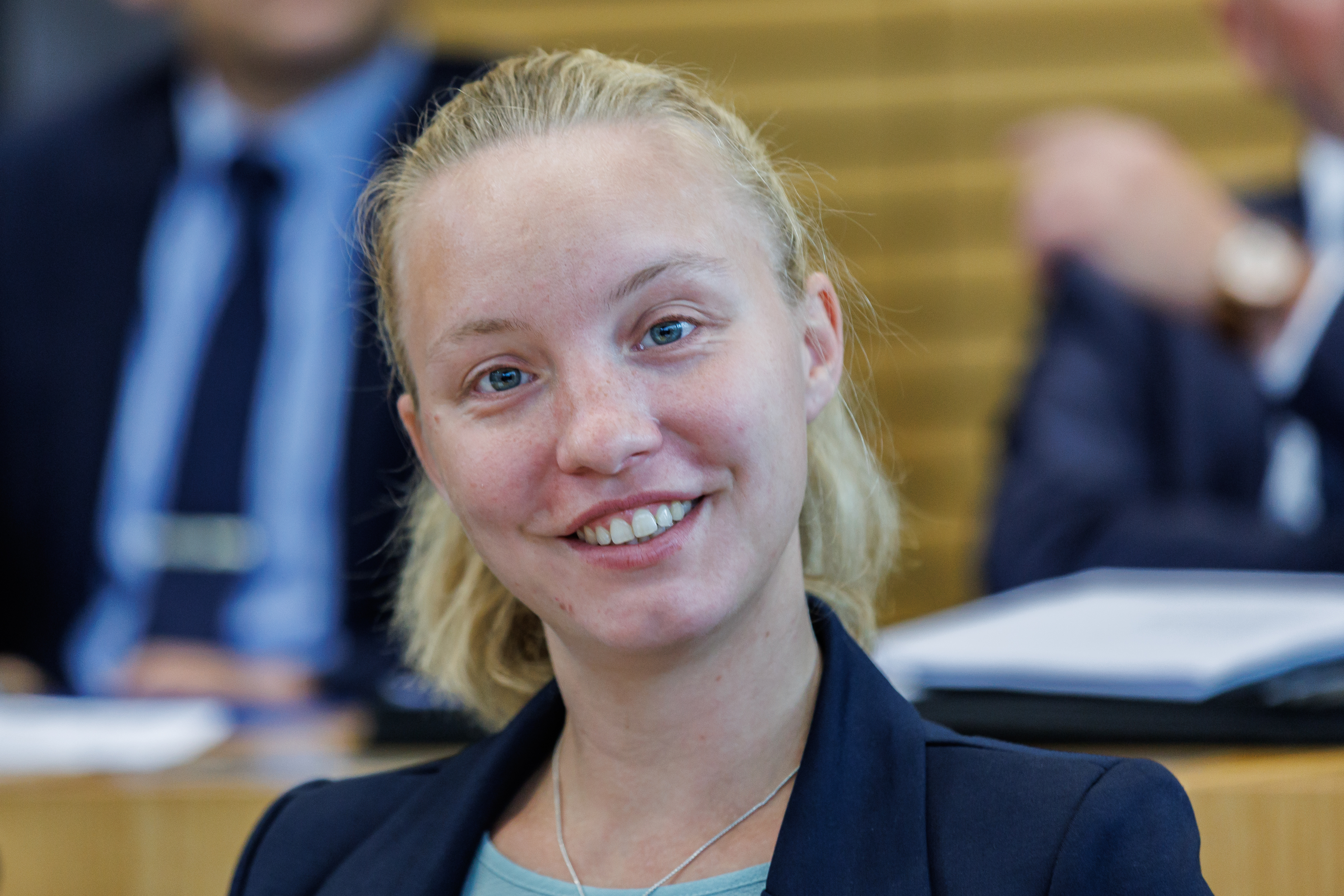
Vivien Rottstedt

Vivien Rottstedt (* 1993 in Erfurt) ist eine deutsche Politikerin (AfD) und seit 2024 Mitglied des thüringischen Landtags.

## Leben
Rottstedt schloss ihr Studium der Rechtswissenschaften an der Friedrich-Schiller-Universität Jena 2017 ab. Nach ihrem Referendariat arbeitete sie als Referentin für Kommunal- und Verwaltungsrecht bei der Fraktion der AfD im Stadtrat Erfurt. Rottstedt ist ledig und hat zwei Kinder.

## Politik
Rottstedt ist seit 2020 Beisitzerin im Vorstand des Landesverbandes Junge Alternative Thüringen. 2022 wurde sie Sprecherin im Vorstand des Kreisverbands der AfD Mittelthüringen und 2024 Mitglied der Fraktion der AfD im Stadtrat Erfurt. Bei der Landtagswahl 2024 gewann sie das Direktmandat für den Wahlkreis Schmalkalden-Meiningen I.